# Bajina Bašta
Bajina Bašta (cirill betűkkel Бајина Башта) városa az azonos nevű község székhelye Szerbiában, a Zlatibori körzetben.

## Népesség
- 1948-ban 1 222 lakosa volt.
- 1953-ban 1 638 lakosa volt.
- 1961-ben 1 394 lakosa volt.
- 1971-ben 3 961 lakosa volt.
- 1981-ben 6 284 lakosa volt.
- 1991-ben 8 555 lakosa volt
- 2002-ben 9 543 lakosa volt, melyből 9 352 szerb (97,99%), 48 montenegrói, 29 jugoszláv, 14 horvát, 11 macedón, 5 muzulmán, 5 orosz, 5 szlovén, 2 albán, 2 szlovák, 1 bosnyák, 1 magyar, 1 román, 13 ismeretlen.

## A községhez tartozó települések
- Bačevci
- Beserovina
- Višesava
- Gvozdac
- Dobrotin
- Draksin
- Dub (Bajina Bašta)
- Zaglavak
- Zaovine
- Zarožje
- Zaugline
- Zlodol
- Jagoštica
- Jakalj
- Jelovik
- Konjska Reka
- Kostojevići
- Lug (Bajina Bašta)
- Lještansko
- Mala Reka
- Obajgora
- Ovčinja
- Okletac
- Pepelj
- Perućac
- Pilica
- Pridoli (Bajina Bašta)
- Rastište
- Rača (Bajina Bašta)
- Rogačica
- Sijerač
- Solotuša
- Strmovo
- Cerje
- Crvica